# Aigle royal de La Menoua

L'Aigle Royal de la Menoua est un club de football camerounais basé à Dschang. Club mythique de la région de l'Ouest Cameroun. Offiellement Créé en 1932, il est actuellement en deuxième division et évolue au championnat local de deuxième division cette saison 2024-2025. Sous le signe d'un Nouvel envol, ce Club est conduit depuis le 19 décembre 2021 par Maitre  ZOMISSI Gautier dirige le club en tant que président du Conseil d'administration.

## Histoire
Le club est relégué à l'issue de la saison Elite One 2023-2024 et évolue en Elite Two du Cameroun pour la saison 2024-2025.

## Palmarès
- Coupe du Cameroun
  - Finaliste : 2008
- CHAMPIONNAT NATIONAL.
  - Vice champion du Cameroun 2004 - 2005.

- Championnat du Cameroun de football de deuxième division
  - Champion : 2004

## Galerie

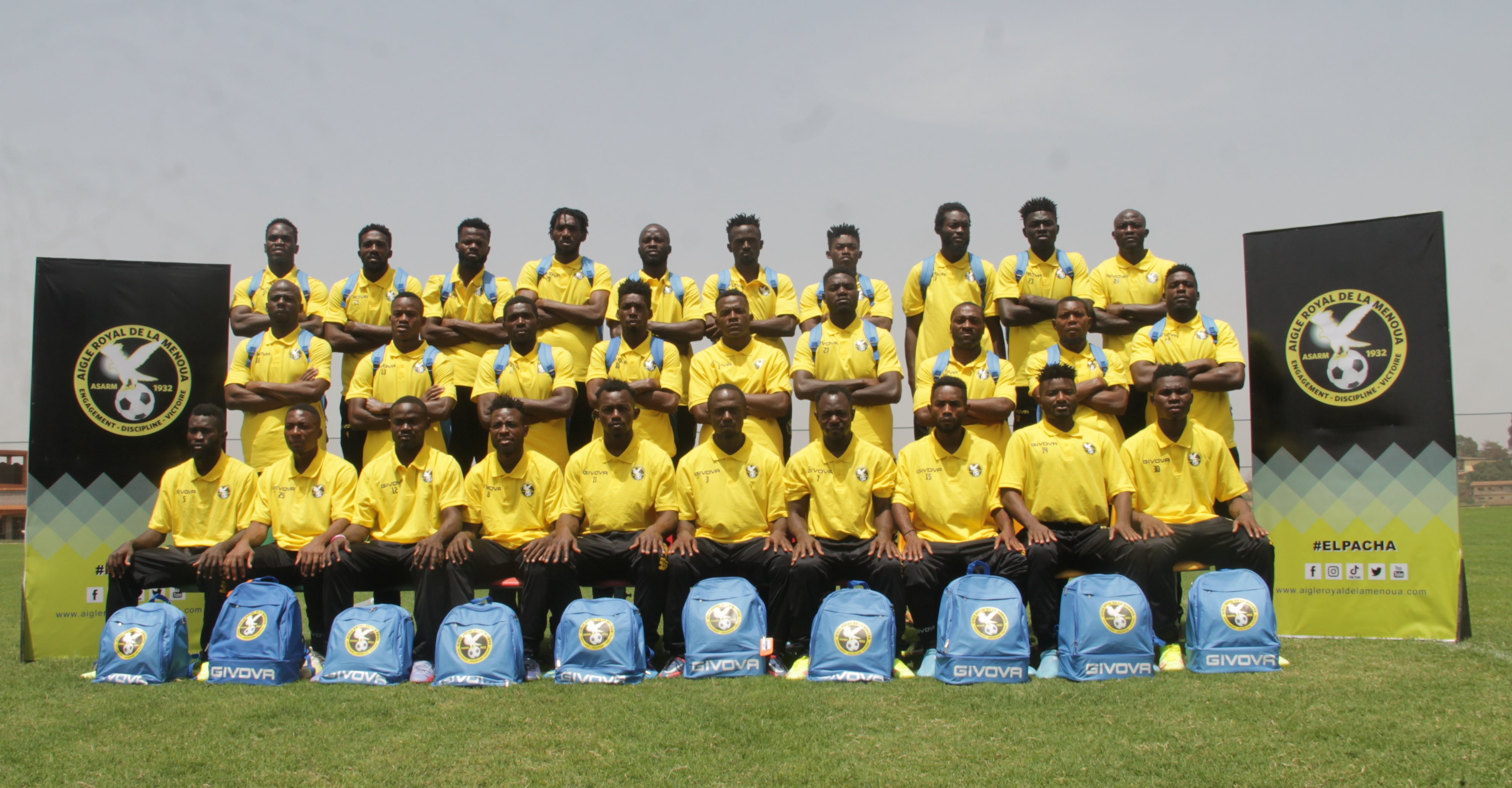
Saison 2021-2022 Aigle Royal de la Menoua